# قنطريون تمساحي
القنطريون التمساحي أو القنطريون الوردي واسمه العلمي (باللاتينية: Centaurea crocodylium) نوع نباتي ينتمي إلى جنس القنطريون من الفصيلة النجمية.

## الموئل والانتشار
موطنه بلاد الشام.